# Doepfer A-100

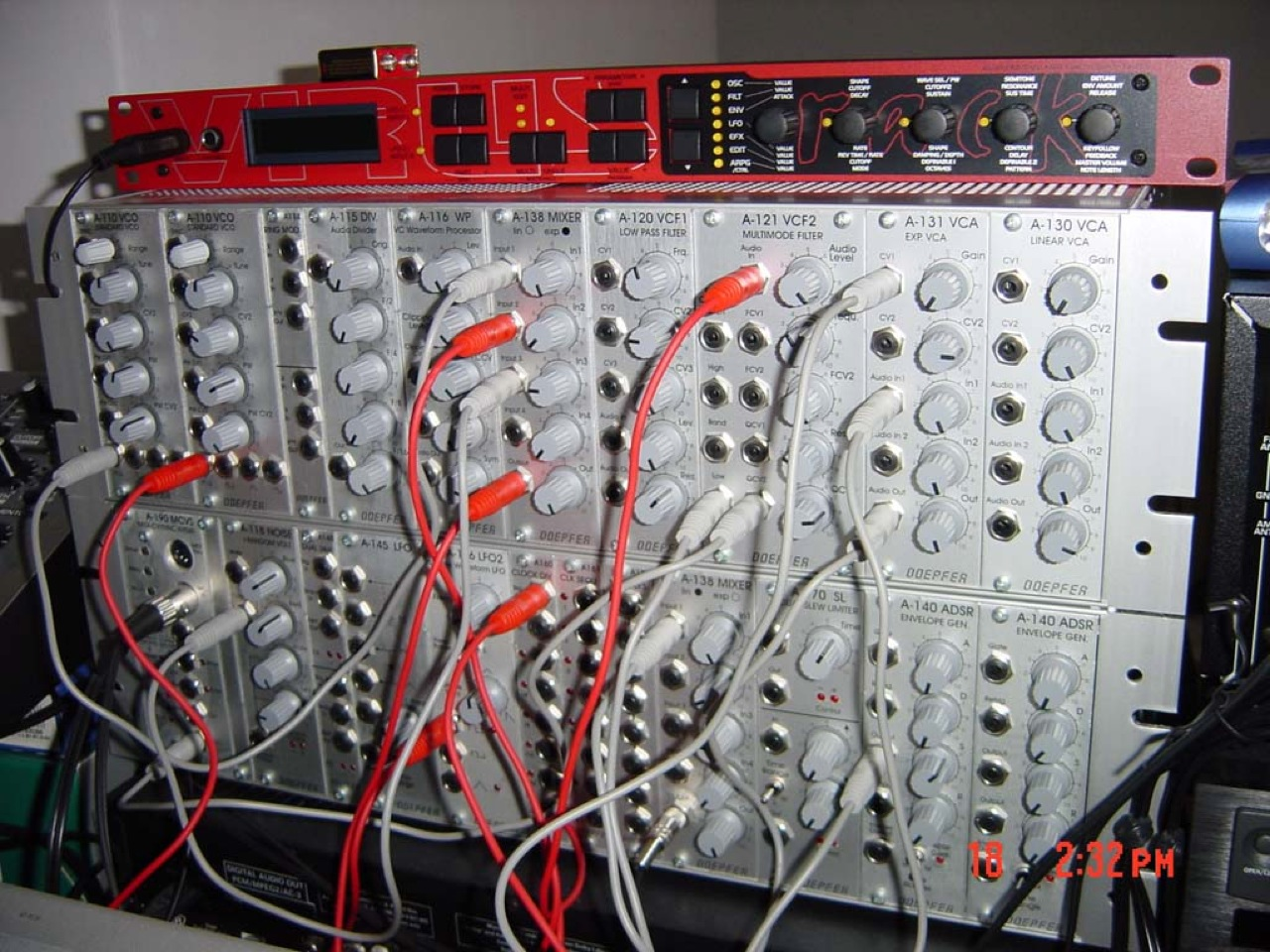
Doepfer A-100 (na dole)

Doepfer A-100 - analogowy syntezator modularny produkowany przez niemiecką firmę Doepfer.
Pierwszy model wyprodukowany został w 1995 r. Dalszy rozwój doprowadził do powstania ponad 80 modułów wraz z akcesoriami i obudowami. Moduły tego systemu przeznaczone są do instalacji w standardowych, 19" ramach rack. Każdy z nich zajmuje 3 jednostki (U) wysokości, szerokość zaś różni zależnie od wyposażenia panelu frontowego. Do łączenia ze sobą poszczególnych modułów stosowane są kable zakończone standardowymi 3,5 mm wtykami jack mono.
Do artystów wykorzystujących A-100 należą m.in. Kraftwerk, Nine Inch Nails, John Frusciante, The Human League oraz deadmau5.